# Scott Melville
Scott Melville (* 4. August 1966 in Fort Ord, Kalifornien) ist ein ehemaliger US-amerikanischer Tennisspieler.

## Leben
Melville spielte während seines Studiums für die University of Southern California, wo er zweimal in die Bestenauswahl All-American gewählt wurde und 1987 an der Seite von Rick Leach den Doppeltitel der National Collegiate Athletic Association errang. Seinen ersten Turniersieg auf der ATP World Tour errang er an der Seite von Jeff Brown als Qualifikant in New Haven. Dabei gelangen ihnen auf dem Weg ins Finale Siege über Jim Grabb und Patrick McEnroe sowie Rick Leach und Jim Pugh. Im Finale schlugen sie Petr Korda und Goran Ivanišević. Melville gewann im Laufe seiner Karriere neun Doppeltitel, darunter die ATP International Series Gold-Turniere von Hamburg und Stuttgart. Zudem stand er weitere siebenmal in einem ATP Doppelfinale.
Sein bestes Einzel-Ergebnis bei einem Grand-Slam-Turnier war die Erstrundenteilnahme bei den US Open 1988. In der Doppelkonkurrenz erreichte er 1995 das Finale von Wimbledon. An der Seite von Rick Leach unterlag er gegen Mark Woodforde und Todd Woodbridge in drei Sätzen. Zudem erreichte er dreimal das Viertelfinale der Australian Open und einmal das Viertelfinale der US Open. In der Mixed-Konkurrenz stand er 1994 mit Meredith McGrath im Halbfinale der French Open.

## Erfolge
| Legende                           |
| Grand Slam                        |
| Tennis Masters Cup                |
| ATP Masters Series                |
| ATP International Series Gold (2) |
| ATP International Series (7)      |
| ATP Challenger Tour (2)           |

### Doppel

#### Turniersiege

##### ATP Tour
| Nr. | Datum           | Turnier    | Belag     | Partner           | Finalgegner                  | Ergebnis      |
| --- | --------------- | ---------- | --------- | ----------------- | ---------------------------- | ------------- |
| 1.  | 13. August 1990 | New Haven  | Hartplatz | Jeff Brown        | Petr Korda Goran Ivanišević  | 2:6, 7:5, 6:0 |
| 2.  | 1. April 1991   | Orlando    | Hartplatz | Luke Jensen       | Nicolás Pereira Pete Sampras | 6:7, 7:6, 6:3 |
| 3.  | 13. April 1992  | Nizza      | Sand      | Patrick Galbraith | Pieter Aldrich Danie Visser  | 6:1, 3:6, 6:4 |
| 4.  | 5. April 1993   | Barcelona  | Sand      | Shelby Cannon     | Sergio Casal Emilio Sánchez  | 7:6, 6:1      |
| 5.  | 2. Mai 1994     | Hamburg    | Sand      | Piet Norval       | Henrik Holm Anders Järryd    | 6:3, 6:4      |
| 6.  | 18. Juli 1994   | Stuttgart  | Sand      | Piet Norval       | Jacco Eltingh Paul Haarhuis  | 7:6, 7:5      |
| 7.  | 14. August 1995 | New Haven  | Hartplatz | Rick Leach        | Leander Paes Nicolás Pereira | 7:6, 6:4      |
| 8.  | 8. Januar 1996  | Jakarta    | Hartplatz | Rick Leach        | Kent Kinnear Dave Randall    | 6:1, 2:6, 6:1 |
| 9.  | 19. Mai 1997    | St. Pölten | Sand      | Kelly Jones       | Luke Jensen Murphy Jensen    | 6:2, 7:6      |

##### Challenger Tour
| Nr. | Datum         | Turnier  | Belag     | Partner     | Finalgegner               | Ergebnis      |
| --- | ------------- | -------- | --------- | ----------- | ------------------------- | ------------- |
| 1.  | 23. Juli 1990 | Aptos    | Hartplatz | Jeff Brown  | Matt Anger Marius Barnard | 6:7, 6:4, 6:4 |
| 2.  | 29. Juli 1991 | Winnetka | Hartplatz | Byron Black | Keith Evans Dave Randall  | 6:4, 4:6, 6:2 |

#### Finalteilnahmen
| Nr. | Datum           | Turnier      | Belag     | Partner       | Finalgegner                    | Ergebnis      |
| --- | --------------- | ------------ | --------- | ------------- | ------------------------------ | ------------- |
| 1.  | 12. August 1991 | New Haven    | Hartplatz | Jeff Brown    | Petr Korda Wally Masur         | 5:7, 3:6      |
| 2.  | 4. Januar 1993  | Doha         | Hartplatz | Shelby Cannon | Boris Becker Patrik Kühnen     | 2:6, 4:6      |
| 3.  | 8. März 1993    | Indian Wells | Hartplatz | Luke Jensen   | Guy Forget Henri Leconte       | 4:6, 5:7      |
| 4.  | 12. April 1993  | Nizza        | Sand      | Shelby Cannon | David Macpherson Laurie Warder | 4:3 aufgg.    |
| 5.  | 3. Mai 1993     | Madrid       | Sand      | Luke Jensen   | Tomás Carbonell Carlos Costa   | 6:7, 2:6      |
| 6.  | 10. Juli 1995   | Wimbledon    | Rasen     | Rick Leach    | Todd Woodbridge Mark Woodforde | 5:7, 6:7, 6:7 |
| 7.  | 28. August 1995 | Long Island  | Hartplatz | Rick Leach    | Cyril Suk Daniel Vacek         | 7:5, 6:7, 6:7 |